# Takumi Uesato
Takumi Uesato (japanisch 上里 琢文 Uesato Takumi; * 29. April 1990 in der Präfektur Okinawa) ist ein japanischer ehemaliger Fußballspieler.

## Karriere
Uesato erlernte das Fußballspielen in der Schulmannschaft der Miyako High School. Seinen ersten Vertrag unterschrieb er 2009 bei Kyoto Sanga FC. Der Verein spielte in der höchsten Liga des Landes, der J1 League. Am Ende der Saison 2010 stieg der Verein in die zweitklassige J2 League ab. Für den Verein absolvierte er zwei Erstligaspiele. Im August 2011 wechselte er auf Leihbasis zum Drittligisten FC Ryūkyū, die ihn einen Monat nach Leihende für zwei Jahre verpflichteten.
Mitte 2014 nahm ihn der österreichische Drittligist SV Allerheiligen unter Vertrag, der ihn nach einem halben Jahr allerdings wieder entließt. Von 2016 bis 2020 spielte Uesato auf den Philippinen bei JPV Marikina FC, Ceres-Negros FC und Kaya FC-Iloilo. Letztere entließen ihn 2020 nach fünf Monaten Vertragslaufzeit. Seitdem ist Uesato nicht mehr in Erscheinung getreten.

## Erfolge
Kyoto Sanga FC
- Kaiserpokal

Finalist: 2011